# スーパーデビル
スーパーデビルは、ロッテの食玩『ビックリマン』および派生作品に登場する架空の人物。

## 概要
10代目「悪魔VS天使シール」における第3弾ヘッド。初の悪魔ヘッドとして登場し、その対となる天使ヘッドのスーパーゼウスと共にシリーズを象徴する存在。天使たちが住む天聖界と悪魔だけが住む天魔界（シール版では天使界、悪魔界）、お守りだけが住む天地球に三分される以前の表層界の時代から存在した悪魔ヘッドの始祖ジュラを始めとする従来の悪魔族とは違い、影の象徴的存在であり「源層大魔性ブラック祖」と呼ばれるダークマターによって天魔界でも最も邪悪な力が渦巻く魔性暗黒ゾーンから生み出された超エリート悪魔。

### キャラクター
天魔界を治めていた始祖ジュラが第一次聖魔大戦でスーパーゼウスに敗れて眠りに入ったため、新たな指導者を求めた悪魔たちの願いによってダークマターが生み出した悪魔ヘッド。悪の法典「ブラック戒律」（悪魔を縛り強制的に従わせることができる）を用いて天魔界の悪魔を統率し、天聖界の制圧を目論む。強大な魔力と優れた知性を持ちながらも戦闘能力が非常に低いため、自らは常に天魔界の宮殿にあって様々な謀略を巡らせて天使の殲滅を虎視眈々と狙っている。
天魔界の支配者としてのプライドが非常に高く、六聖球の強奪で強大な力を得たサタンマリア、サタンマリアが魔戦歴を経てパワーアップしたワンダーマリア、太古の時代から存在する凶悪な悪魔族「ゴードン師」の神である魔スターPなど、強力な悪魔ヘッドの出現と台頭に常に危機感を抱いており、後にワンダーマリア率いる新生悪魔軍と対立する事態に発展する。
自身を頂点とする悪魔帝国の建造に執着しており、そのためならば味方をも平気で裏切る、捨て駒として用いるなど残虐非道な性格。アニメ版では、これに加えてオカマ口調を用いたり子どものようにはしゃぎ回ったりするなど、コミカルな一面を窺わせる事が多い。

### 下心テクター事件
「天聖界の賢者」と呼ばれるシャーマンカーンに近付き、下心テクターを使ってシャーマンカーンの聖心を悪心に染め上げて天聖界を内側から弱体化させる計画を実行するために、自らを偽神化（魔衣で魔気を隠し、その姿を神と偽った）して天聖界に潜入した。

## 装備

### スーパーデビルの装備
デビルヘクサゴン
無限魔念星と呼ばれる魔力の源で、天魔界のヘッドにのみ浮かぶ六芒星。
戒律源（かいりつげん）
「悪」の一文字が記された謎の魔源プレート。ブラック戒律が刻み込まれている。
重魔棒（ヘビーデビルスティック）
先端部に髑髏を装着した杖。魔紀元前（源層紀）よりねじれ続ける魔生物の一種。アニメでは照れたり涙目になったりなどのリアクションがあった。
除聖帯（じょせいたい）
頭部に締められた鉢巻。聖気に反応すると締まってくる。
ゾーリンソーン
鋭い爪。その先には魔苦毒が仕込まれている。
キュラーモス
スーパーデビルの身を守るマント（アニメ版では裃の形で登場する）。打ち動くと魔磁鱗（まじりん）が浮遊し、魔巣を作り始める。
デビルタスク
口の両端から突き出る鋭い牙。噛まれた者は、魔性蜜の世界に誘われてしまう力があるとされている。
デビルサイン
袂に浮かぶ髑髏の大紋。魔性暗黒ゾーンで恐ろしいほど美しく輝くと言われる。
デビルアイ
魔光を発し、天使を超念魔域に引き込む。

### 偽神デビルの装備
下心テクター（かしんテクター）
頭部に装着された悪心変換装置。これを天使に接触させると、聖心に悪心に染め上げて心を悪魔化させる。
偽聖棒（ぎせいスティック）
金色に輝く十字架で偽装した重魔棒。十字架から発生する鈍い輝きは、聖心を眠らせる力を持つ。
魔衣（まい）
魔力の流出を遮断するローブ。
魔降落チェーン（デビルダウンチェーン）
六芒星の彫刻を施した首飾り。魔渦力を発生させて天使を魔性暗黒ゾーンに引きずり込む。
デビルコード
腰に締められた縄。己に害を成す天使の攻撃に反応して飛び付き、捕縛する魔生物の一種。

## 登場作品

### ビックリマン
天魔界の指導者として全悪魔を率いて天聖界の掌握を掲げ、様々な謀略を用いて天使たちの殲滅を目論む。変身能力を持つ悪魔のもの魔ねを忠実な配下として従えているが、常に一言多い上に非常に間抜けであるために計画が失敗してしまうことが多く、絶えず頭痛の種となっている。しかし、一方ではシャーマンカーンを悪心に染め上げて天聖界の内部崩壊を引き起こすために自ら天聖界に赴いたり、さらにはブラック戒律の伝道師である腹心のダビデブを指揮して聖域化された次界エリア「聖フラダイス」の裏側に悪魔帝国「逆エンパイヤー」を建造させたりするなど、重要な局面においてはその知略を最大限に発揮する。
後に尖兵として出陣していたワンダーマリアを首座とする新生悪魔軍団「暗黒魔鬼軍」（あんこくまきぐん）に脅威を感じて粛清を実行する。だが、最終局面において聖心に目覚めたシヴァマリアによって滅ぼされた（アニメ版では、聖心に目覚める前のワンダーマリアに6聖球ソードで刺されて死亡した）。

### 新ビックリマン
シール版では、右手と左足に義肢を、右顔面に矯正具を装着した第19弾の悪魔、デビルハードとして登場。同じく第19弾の次代として聖魔最終戦で倒された後、曼聖羅の力で復活したルーツレスデビルが登場しているが、双方の関係ははっきりしていない。
アニメ版では、「曼聖羅」の手下の一人として再登場。名前はスーパーデビルのままだが、その姿はルーツレスデビルになっている。以後は曼聖羅を中心に活動し、女王の異聖メディアに仕えていたが、源層界の古代神「創世使」（バーミンダロス、カーボメロス、エウリピデボン、ミレトシルル、オルドトス、カンブディアス）の手によって復活、強化されたB・Z・H（ブラックゼウスヘッド）の参謀となってからは、天魔界の復活と自身の復権のために計画を本格的に進行するようになる。
最終決戦となる「聖コアポイント争奪戦」において、平和な世界を築かんとするサンマルコ軍、新生エズフィト王国の建国を願うネイロス軍が衝突する中、B・Z・Hと共に復活した天魔界を率いて第3勢力となって侵攻するが、苦戦の末にセントジュエルの力を宿したアレキサンマルコによって新たな聖魔和合を果たした世界「新河系」（しんがけい）が生み出され、天使と悪魔、光と闇の共存を可能とした新世界に住む事となった。
アニメ版オリジナルストーリー『ビックリ学園編』では、スーパーゼウスが務める校長の座を狙う教頭となり、様々な悪知恵を働かせる小悪党として登場する。

### スーパービックリマン
極めて惨忍な天魔界の指導者。自身を始めとする悪魔が神に疎外された事に恨みを抱き、天聖界の制圧と天使の殲滅を目論む。物語の10年前に勃発した天使と悪魔の全面戦争においてスーパーゼウスとの激戦に勝利し、スーパーゼウスを本体もろとも自身の体に吸収して強大な魔力を持つデビルゼウスとなってからは、本格的に天聖界の制圧に乗り出す。
その頃、同じく神に疎外され、深い恨みによって未だに怨念だけが生き続けている悪魔ヘッドの魔導モーゼットと手を結び、2枚の石版のうち天魔界に伝わっていた1枚を使って、あらゆるものを闇に帰す究極の破壊神である巨魔界神ザイクロイド・アノドを復活させ、さらなる力の掌握を画策するようになる。
しかし、デビルが生み出した最強のバイオミュータントであるリトルミノスの裏切りによって計画は失敗に終わり、後に復活したスーパーゼウスから「自身もまた、ザイクロイド・アノドを封印する伝説の6戦士の1人である」という衝撃の事実を突き付けられて困惑するが、アノドの暴走によって破滅を迎えた天魔界の凄惨な状況を目の当たりにし、ついに事実を受け入れてフェニックスたちと行動を共にする決意を固める。スーパーゼウスとともに内側からアノドを抑え込み、フェニックスたちに自身もろとも攻撃させ微笑みながら消滅した。
なお、一人称はデビルゼウスの時は「私」あるいは「わし」で、スーパーデビルの時は「俺」となっている。

### ビックリマン2000
アノドを封印した後、超聖神となったフェニックスらの下に甦り、悪魔ヘッドを任された。しかし再び聖魔大戦を引き起こし、敗れて肉体を失った。魂は魂壷（るつぼ）の核に潜み、長い時間をかけて力を蓄えていた（この状態が第11弾シールの「カオスデビル」）。後にX化（肉体と魂がそれぞれ半分ずつの存在となる）し、第3弾シールの悪魔ヘッドであるカリスマデビルXとして復活する。
アニメでは、封印される前に残した化身である蝿を使って聖蓋（たが）を外し、混沌を撒き散らして天使を取り込みつつ力を蓄える一方、魔守ジョーカードを使って様々な計画を実行に移す。物語終盤においてジェノサイドデビルとして完全復活を果たした。その姿は、神格と命を併せ持つ存在として「現命神」（あらいぶがみ）とも呼ばれる。タケルとの最終決戦で敗れたものの、カミゲノムを備えているため完全に滅ぼすことはできず、後の凶悪魔編において再度立ち塞がった。

### 祝!(ハピ☆ラキ)ビックリマン
スーパーゼウスと同じく初代の姿で登場。過去の世界の歴史を改変する事で自身が存在する未来の歴史を書き換え、完全なる征服を成し遂げるためにスーパーゼウスと同じく魂のみを「まとば世界」に飛ばし、真黒域に属するお守りの気光子氷ミコのペットの兎で、初代第16弾のお守りである帯衝刻（ゾンショッコク）に憑依する。後に真黒域を治める超聖神クロノズーの参謀としての地位を築き上げ、最終決戦時にはクロノズーの真黒パワーによって肉体を与えられた事で完全復活を果たし、真黒域側の最終決戦兵器「BM大魔星」（ビーエムだいませい）の発動などを進言して自らの計画を実行に移したが、復活体に宿るクロノズーの力を吸収し、実体化したスーパーゼウスに阻まれ、力を失って魂のみと化したスーパーゼウスと共に未来の世界へ戻っていった。

### ビックリマンひかり伝
第5弾「聖魔暦」での「曼樹羅」（まんじゅら）エリアのヘッドである超魔性D･D（スーパーましょう ディドス・デビル）として登場。第4弾「おとぎ」に登場する曼樹羅エリアのヘッド、魔神子ディドス（まじんしディドス）が新勢力の悪魔ヘッドグループ「曼9聖」（まんきゅうせい）の力によってパワーアップした姿で、スーパーデビルの因子（ルーツ）とされている。この時点でブラック戒律は完成しており、スーパーデビルの象徴である戒律源やデビルサインなどが見られるが、悪魔ヘッドの証であるデビルヘクサゴンは六芒星のうち三方の先端を欠いた未完成の状態であり、魔スターPの頭部に浮かぶ魔星「スタートライゴン」に酷似した形状となっている。

## 声優
- 青野武（ビックリマン、新ビックリマン、祝!ビックリマン）
- 郷里大輔（スーパービックリマン）
- 松山鷹志（ビックリマン2000）
- 諏訪部順一（ビックリメン）